# Rhabdodendraceae
Rhabdodendraceae је мала фамилија дикотиледоних биљака из реда Caryophyllales. Обухвата само један род (Rhabdodendron) са 3 врсте. Фамилија је распрострањења у тропским областима Јужне Америке.